# Blek flugsnappare
Ej att förväxla med blek mesflugsnappare.
Blek flugsnappare (Agricola pallidus) är en fågel i familjen flugsnappare inom ordningen tättingar.

## Utseende och läte
Blek flugsnappare är en rätt stor och långstjärtad flugsnappare med som namnet avslöjar blek fjäderdräkt. Undersidan är gråaktig och hjässan är ostreckad, till skillnad från liknande maricoflugsnappare och törnflugsnappare. Lätet är ett torrt "cheeyp" och sången består av en snabb ramsa med liknande toner.

## Utbredning och systematik
Blek flugsnappare delas in i tre grupper med 13 underarter med följande utbredning:
- Agricola pallidus bafirawari – södra Etiopien och nordöstra Kenya
- subalaris/erlangeri-gruppen
  - Agricola pallidus subalaris – kustnära östra Kenya, nordöstra Tanzania
  - Agricola pallidus erlangeri – södra Somalia (Bardera och Serenli till Hanole)
- pallidus-gruppen
  - Agricola pallidus pallidus – Senegal och Gambia till Sydsudan och västra Etiopien; populationen i nordöstra Demokratiska republiken Kongo denna underart eller parvus
  - Agricola pallidus parvus – östra Sydsudan, sydvästra Etiopien och nordvästra Uganda
  - Agricola pallidus bowdleri – Eritrea till centrala Etiopien
  - Agricola pallidus duyerali – nordöstra Etiopien (Duyer Ali) till centrala Somalia (El Bur)
  - Agricola pallidus modestus – Guinea till sydöstra Mali och Centralafrikanska republiken
  - Agricola pallidus murinus – Gabon, Republiken Kongo och Angola österut till sydöstra Sydsudan samt västra och södra Kenya, söderut till nordöstra Namibia, norra Botswana, västra och södra Zambia samt Zimbabwe
  - Agricola pallidus aquaemontis – centrala Namibia (Waterberg Plateau)
  - Agricola pallidus griseus – sydöstra Kenya till centrala Tanzania, Östafrika, Zambia, östra Zimbabwe och norra Malawi
  - Agricola pallidus divisus – sydöstra Zambia, södra Malawi och Moçambique till nordöstra Sydafrika (Limpopo och Mpumalanga) samt Swaziland
  - Agricola pallidus sibilans - förekommer i södra Moçambique (söder om Sul do Save) och nordöstra Sydafrika (KwaZulu-Natal)

Underarten aquaemontis inkluderas ofta i murinus.

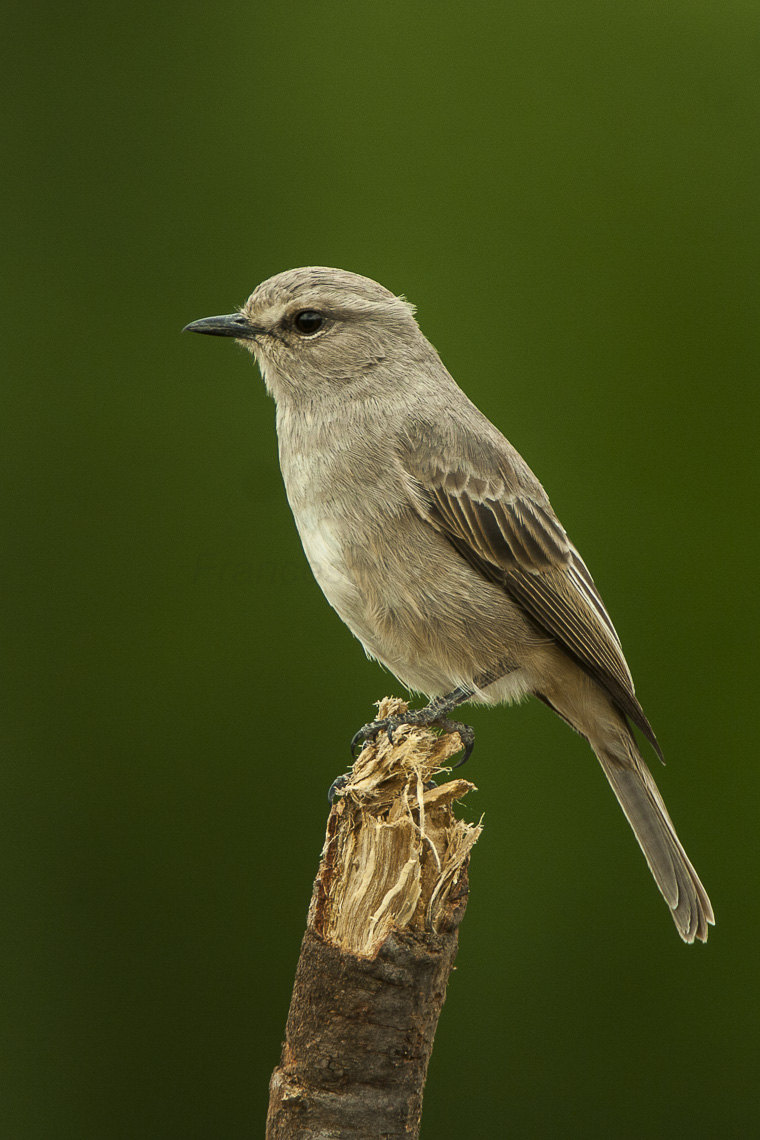
Blek flugsnappare i Kenya.

### Släktestillhörighet
Arten placerades tidigare i Bradornis men DNA-studier visar att den och trastflugsnappare är närmare släkt med arterna i Melaenornis och Fraseria och förs därför till det egna släktet Agricola.

## Levnadssätt
Blek flugsnappare hittas i fuktig savann och skogstyper som miombo. Den sitter stilla i mitten av träden under långa stunder, varifrån den plötsligt gör utfall för att fånga en insekt i luften eller på marken.

## Status och hot
Arten har ett stort utbredningsområde och en stor population med stabil utveckling och tros inte vara utsatt för något substantiellt hot. Utifrån dessa kriterier kategoriserar internationella naturvårdsunionen IUCN arten som livskraftig (LC). Världspopulationen har inte uppskattats men den beskrivs som frekvent förekommande till ovanlig.